# Montesanto (Napoli)
Montesanto è una zona di Napoli che fa parte del quartiere Montecalvario, situata tra i Quartieri Spagnoli e Piazza Dante.
Il rione di Montesanto sorge in piazza Montesanto, ove si trova la nota chiesa di Santa Maria di Montesanto, è inoltre presente l'ospedale dei Pellegrini.

## Trasporti
La zona di Montesanto è molto nota per i collegamenti delle ferrovie, della metro e della funicolare.

### Ferrovie
- la Stazione di Montesanto delle linee ferroviarie Cumana e Circumflegrea.

### Metropolitana
- la Stazione di Napoli Montesanto stazione della linea 2, della metropolitana di Napoli.

### Funicolare
- la Funicolare di Montesanto che collega il Vomero con la parte bassa della città di Napoli.